# 詹姆斯·朗
詹姆斯·朗（英語：James Lang，1983年10月17日—），美国NBA联盟职业篮球运动员。他在2003年的NBA选秀中第2轮第19顺位被新奥尔良黄蜂选中。